# Axel Hansen (Radsportler)
Axel Hansen (* 9. Februar 1882; † unbekannt) war ein dänischer Bahnradsportler.
Elfmal wurde Axel Hansen zwischen 1902 und 1911 dänischer Meister als Amateur und als Berufsfahrer in verschiedenen Disziplinen: im Sprint, im Steherrennen, über die Meile (1,609 Kilometer) und über die Dänische Meile (= 7,53 Kilometer).